# 고고 다이노의 등장인물 목록
고고 다이노의 등장인물 목록은 다음과 같은 내용이다.
- 렉스
- 토모
- 비키
- 핑
- 로키
- 포키
- 안키
- 페리
- 스톰
- 스피노
- 플레오
- 케루
- 볼카
- 케티
- 다니
- 주니
- 앤디
- 조이
- 루카스
- 지니
- 티록
- 트록